# Lendemain de week-end
Pour plus de détails, voir Fiche technique et Distribution.
Lendemain de week-end (allemand : Und das am Montagmorgen) est une comédie ouest-allemande réalisée par Luigi Comencini et sortie en 1959.
Il s'agit d'une adaptation de la pièce de théâtre Si tout le monde en faisait autant (The Scandalous Affair of Mr Kettle and Mrs Moon) créée en 1955 par le dramaturge britannique John Boynton Priestley.

## Synopsis
Un employé de banque consciencieux prend un jour la décision de ne pas aller travailler. Il consacre sa journée à prendre du temps pour lui.

## Fiche technique
Sauf indication contraire, les informations mentionnées dans cette section peuvent être confirmées par la base de données cinématographiques IMDb,  présente dans la section « Liens externes ».
- Titre français : Lendemain de week-end ou Et le lundi matin...[1]
- Titre original allemand : Und das am Montagmorgen[2]
- Titre italien : E ciò al lunedì mattina[3]
- Réalisation : Luigi Comencini
- Scénario : Peter Goldbaum (de), Franz Hoellering (de), Luigi Comencini d'après la pièce Si tout le monde en faisait autant (The Scandalous Affair of Mr Kettle and Mrs Moon) créée en 1955 par John Boynton Priestley
- Photographie : Karl Löb
- Montage : Walter Wischniewsky
- Musique : Hans-Martin Majewski
- Costumes : Helmut Holger
- Production : Artur Brauner, Harry R. Sokal, Peter Goldbaum (de)
- Société de production : CCC Filmkunst, HR Sokal Film, Peter Goldbaum Produktion
- Pays de production :  Allemagne de l'Ouest
- Langue originale : allemand
- Format : Noir et blanc - 1,66:1 - Son mono - 35 mm
- Genre : Comédie
- Durée : 91 minutes (1 h 31)
- Dates de sortie : 
  - Allemagne de l'Ouest : 26 juin 1959 (Berlinale 1959) ; 14 juillet 1959 (sortie nationale en salles)
  - France : 25 novembre 1960

## Distribution
- O. W. Fischer : Alois Kessel
- Ulla Jacobsson : Dr. Delia Mond
- Robert Graf : Herbert Acker
- Vera Tschechowa : Monika
- Werner Finck : Professeur Groß
- Reinhard Kolldehoff : M. Müller
- Lotte Stein : Mme Mutz
- Blandine Ebinger : Mme Präfke
- Siegfried Schürenberg : M. von Schmitz
- Manfred Grothe : Le secrétaire
- Inge Wolffberg : La patiente
- Elvira Schalcher : La secrétaire
- Sigurd Lohde : Dr. Mond
- Käte Alving : L'épouse du Dr Mond
- Herbert Weißbach : M. Wegelegen

## Production
Le tournage de Lendemain de week-end s'est tenu de mars à avril 1959 dans les Berliner Filmstudios. L'avant-première a eu lieu le 26 juin 1959 dans la cérémonie d'ouverture à la Berlinale. Le film est sorti dans les salles allemandes le 14 juillet 1959.
L'actrice Lotte Stein est revenue d'Hollywood pour jouer avec ce film son dernier rôle au cinéma. Vera Tschechowa, 19 ans, fait une brève apparition nue dans une baignoire.
Il s'agit du seul film de production entièrement allemande que réalisera Luigi Comencini. Eva Ebner (de) et le monteur Walter Wischniewsky font office d'assistants-réalisateurs.